# Simulium zetterstedti
Simulium zetterstedti är en tvåvingeart som beskrevs av Carlsson 1962. Simulium zetterstedti ingår i släktet Simulium och familjen knott. Inga underarter finns listade i Catalogue of Life.